# Supercompito
In filosofia, un supercompito (supertask) è una successione composta da un insieme numerabile di operazioni che avvengono sequenzialmente in un intervallo finito di tempo. Si parla anche di ipercompiti se il numero di operazioni è un insieme non numerabile. Il termine supercompito è stato coniato dal filosofo James F. Thomson, che ha ideato il concetto di lampada di Thomson. Il termine "ipercompito" è stato introdotto da Peter Clark e Stephen Read nell'omonimo articolo.

## Storia

### Zenone

#### Movimento
L'origine dell'interesse per i supertask è di solito attribuita a Zenone di Elea. Zenone affermava che il movimento era impossibile. Il suo ragionamento era il seguente: supponiamo che il nostro protagonista, chiamiamolo Achille, voglia andare da A a B. Per farlo, egli deve attraversare metà della distanza da A a B. Per andare dal punto medio del tratto AB a B, Achille deve attraversare metà di questa distanza, e così via. Per quante volte esegua uno di questi compiti di "movimento" ce ne sarà sempre un altro da fare prima di arrivare a B. Così ne consegue, secondo Zenone, che il movimento (percorrere cioè una distanza diversa da zero in un tempo finito) è un supercompito. Zenone sostiene inoltre che i supercompiti non sono possibili (come si può completare questa successione se per ogni movimento fatto ne appare ancora un altro?). Ne consegue che il movimento è impossibile.
Le argomentazioni di Zenone hanno la seguente struttura:
1. Il movimento è un supercompito, perché il completamento di un movimento su una qualunque distanza stabilita non nulla richiede un numero infinito di passi
2. I supercompiti sono impossibili
3. Pertanto il moto è impossibile

La maggior parte dei filosofi successivi respingono l'ardita conclusione di Zenone a favore del buon senso, rivoltando la sua argomentazione (ammesso che sia valida) e considerandola una prendere come una dimostrazione per assurdo in cui la possibilità del movimento è data per scontata, applicando il modus tollens (contrappositiveo) all'argomentazione di Zenone per giungere alla conclusione che o il movimento non è un supercompito oppure che non tutti i supercompiti sono impossibili.

#### Achille e la tartaruga
Zenone stesso ha anche discusso la teoria da lui chiamata di "Achille e la tartartuga". Supponiamo che Achille sia il corridore più veloce e si muova ad una velocità di 1 m/s. Achille insegue una tartaruga, un animale noto per la sua lentezza, che si muove a 0,1 m/s. Tuttavia, la tartaruga parte con un vantaggio di 0,9 metri. Il buon senso suggerisce che a un certo punto Achille raggiungerà la tartaruga dopo esattamente un secondo, ma Zenone sostiene che questo non è il caso. Egli asserisce invece che Achille deve inevitabilmente raggiungere il punto da cui la tartaruga è partita, ma nel tempo da lui impiegato per arrivarci la tartaruga si sarà già spostata in un altro punto. Tutto ciò continua a ripetersi: ogni volta che Achille raggiunge il punto in cui si trovava la tartaruga, questa avrà raggiunto un nuovo punto che Achille dovrà a sua volta raggiungere; il suo primo tratto sarà di 0,9 metri, continuerà con ulteriori 0,09 metri, poi 0,009 metri, e così via, all'infinito. Queste distanze continuano a ridursi, ma rimarranno finite, e l'inseguimento della tartaruga da parte di Achille diventa un supercompito senza fine. Questo particolare paradosso ha attirato una grande quantità di commenti; molti affermano che trova una scappatoia nel senso comune.

### Thomson
James F. Thomson riteneva che il movimento non era un supercompito, e negava con forza che i supercompiti siano possibili. La prova che Thomson diede per quest'ultima affermazione implica quello che è probabilmente diventato il più famoso esempio di un supercompito dai tempi di Zenone. La lampada di Thomson può essere accesa o spenta. All'istante t = 0 è spenta, all'istante t = 1/2 viene accesa, all'istante t = 3/4 (= 1/2 + 1/4) viene spenta, a t = 7/8 (= 1/2 + 1/4 + 1/8) viene accesa,  eccetera. La domanda sorge naturale: al tempo t = 1 la lampada è accesa o spenta? Non sembra esserci alcun modo non arbitrario per rispondere a questa domanda. Thomson va oltre e sostiene che questa è una contraddizione. Egli dice che la lampada non può essere accesa, perché non c'è mai stato un momento in cui lo era ma successivamente non sia stata di nuovo spenta. E allo stesso modo non può essere spenta, perché non c'è mai stato un momento in cui lo era ma successivamente non sia stata di nuovo  riaccesa. Col ragionamento di Thomson la lampada è né accesa né spenta, ma per ipotesi deve essere accesa o spenta - il che è una contraddizione. Thomson ne deduce quindi che i supercompiti sono impossibili.

### Benacerraf
Paul Benacerraf crede invece che i supercompiti sono almeno logicamente possibili, nonostante l'apparente contraddizione di Thomson. Benacerraf concorda con Thomson che l'esperimento da lui delineato non determina lo stato della lampada all'istante t = 1. Tuttavia non concorda con Thomson quando egli afferma che può derivare una contraddizione da questo, poiché lo stato della lampada all'istante t = 1 non deve necessariamente essere logicamente determinato dagli stati precedenti. L'implicazione logica non vieta alla lampada di essere accesa, spenta, o essere svanita e rimpiazzata da una zucca trainata da un tiro di cavalli.
Ci sono mondi possibili in cui la lampada di Thomson sarà accesa, e mondi in cui sarà spenta, per non parlare di innumerevoli altri mondi in cui accadono cose strane e meravigliose al tempo t = 1. L'arbitrarietà apparente deriva dal fatto che l'esperimento di Thomson non contiene informazioni sufficienti per determinare lo stato della lampada all'istante t = 1, più o meno come non si può trovare nulla nelle opere di Shakespeare per determinare se Amleto fosse destro o mancino.
E la contraddizione, allora? Benacerraf ha mostrato che Thomson aveva commesso un errore. Quando aveva affermato che la lampada non avrebbe potuto essere accesa perché non era mai accesa senza poi essere di nuovo spenta, non aveva considerato che questo può essere applicato solo a istanti di tempo strettamente minori di 1. Non si può applicare al tempo t = 1, perché 1 non appare nella sequenza {0, 1/2, 3/4, 7/8, ...} e l'esperimento di Thomson specifica solo lo stato della lampada per istanti di tempo in un intervallo tra due valori consecutivi di questa successione.

### Letteratura moderna
La maggior parte della letteratura moderna viene dai membri della scuola di Benacerraf, che accettano tacitamente la possibilità dei supercompiti. I filosofi che rifiutano tale possibilità tendono a respingerla non per i motivi di Thomson, ma perché non accettano la nozione corrente dell'infinito stesso. Naturalmente ci sono delle eccezioni. Ad esempio, McLaughlin afferma che la lampada di Thomson è incoerente se viene analizzata usando la teoria degli insiemi interna, una variante dell'analisi reale.

#### Filosofia della matematica
Se i supercompiti fossero possibili, la verità o falsità di proposizioni di teoria dei numeri al momento non dimostrate, come la congettura di Goldbach, o persino indecidibili può essere determinata in un tempo finito di lavoro con una ricerca a bruta forza sull'insieme di tutti i numeri naturali. Ciò sarebbe però in contraddizione con la tesi di Church-Turing. Alcuni studiosi hanno controbattuto che ciò pone un problema con l'intuizionismo, dato che gli intuizionisti devono distinguere tra ciò che non può essere effettivamente dimostrato (perché la dimostrazione sarebbe troppo lunga o complicata:si veda per esempio "Curious Inference" di George Boolos) ma possono però essere considerate "dimostrabili", e quelle che sono dimostrabili con un compito a bruta forza di durata infinita nel senso specificato qui sopra.

#### Possibilità fisiche
È stato affermato che la lampada di Thomson è fisicamente impossibile, perché dovrebbe avere parti in movimento (l'interruttore) che superano la velocità della luce. Anche immaginando, come fece Adolf Grünbaum, che la lampada abbia un filo che sollevato apra il circuito e quindi spenga la luce, e che questo filo sia sollevato a distanza sempre minore a ogni passo mantenendo una velocità costante, a un certo punto la distanza tra i contatti sarebbe così minuscola che gli elettroni potrebbero comunque superarla, lasciando pertanto chiuso il circuito.
Sono stati suggeriti altri supercompiti fisicamente possibili. In una proposta, una persona (o un'entità) inizia a contare partendo da 1 per una durata infinita di tempo, mentre un'altra persona lo osserva da un sistema di riferimento in cui ciò avviene in un tempo finito. Per chi sta contando questo non è un supertask, ma per l'osservatore lo è. (La cosa potrebbe capitare teoricamente a causa della dilatazione del tempo, se per esempio l'osservatore sta cadendo verso un buco nero mentre osserva un contatore la cui posizione è fissa relativamente alla singolarità.)
E. B. Davies, nel suo articolo "Building Infinite Machines", ha ideato un dispositivo che egli sostiene sia fisicamente possibile e abbia una divisibilità infinita. Si tratta di una macchina che crea una replica esatta di sé stessa, ma le cui dimensioni siano la metà e la cui velocità sia il doppio. Anche in tal caso, però, perché un essere umano o un qualsiasi dispositivo percepisca lo stato della macchina o agisca su di esso occorre una qualche misura: per esempio, la luce dalla lampada dovrebbe raggiungere un occhio o un sensore. Tale misurazione richiede un tempo finito, non importa quanto piccolo; quindi a un certo punto la misurazione dello stato sarà impossibile. Poiché lo stato all'istante t = 1 non può essere determinato neppure in linea di principio, affermare che la lampada sarà accesa o spenta non ha alcun significato.